# 韓惲
韩惲（880年代？—942年3月24日），字子重，唐朝末年至五代十国后唐、后晋官员，太原晋阳人。
曾祖韩俊，唐朝龙武大将军。祖父韩士则，石州司马。父亲韩逵，代州刺史。韩惲世代出仕太原，兄弟为军职，只有韩惲亲近儒士，喜欢作诗，藏书数千卷。乾宁年间，唐庄宗纳其妹为妃，开始为嫡室，庄宗礼敬其家，韩惲以文学署任交城令、文水令，入朝为太原少尹。庄宗平定赵州、魏州，韩惲为魏州支使。庄宗建立后唐，授韩惲为右散騎常侍，从驾至洛阳，转尚书户部侍郎。天成初年，改秘书监。冯道为相，与韩惲有同幕旧交，以韩惲性情谨厚，升任为礼部尚书。为母丁忧，服丧结束，授任户部尚书。唐明宗晏驾，冯道为山陵使，引韩惲为副使。清泰初年，出任检校尚书右仆射、绛州刺史，第二年入朝为太子宾客。石敬瑭登极，以韩惲是先朝外戚，深加礼遇，任命为贝州刺史。当时范延光跋扈，韩惲迟迟不敢赴任，石敬瑭不高兴，再授太子宾客，不久改为兵部尚书。天福七年夏，车驾在邺都，韩惲得脚气病，三月初五己未日，在龙兴寺去世，时年六十余岁。